# Maria Bianca Viviani della Robbia
Maria Bianca Viviani della Robbia, nata de Larderel, (Marsiglia, 31 dicembre 1884 – Firenze, 29 ottobre 1971) è stata una scrittrice, imprenditrice e filantropa italiana, attivamente impegnata in iniziative filantropiche-letterarie.

## Biografia
Figlia di Bianca (o Blanche) de Larderel, assume il cognome della madre. Cresce nella canonica di Pozzolatico, vicino alla Villa di Larderel abitata dalla nonna e dalla madre; in età scolare viene ammessa all'Istituto delle Suore di Badia a Ripoli dove manifesta precoci inclinazioni alla scrittura. Nel 1899 a 15 anni esce dal convitto e va a vivere con la nonna e con la madre. 
Nel 1904 sposa il marchese Giovan Battista Viviani della Robbia e l'anno dopo nasce la figlia Franca che nel 1926 sposerà il conte Guido Visconti di Modrone. Ma il matrimonio di Maria Bianca si scioglie presto a causa della malattia mentale del marito che viene interdetto e muore in manicomio. Torna quindi a vivere dalla madre a Palazzo Larderel in via Tornabuoni 19, mantenendo una grande indipendenza di interessi e di vita.

## L'attività letteraria
Inizia giovanissima l'attività letteraria pubblicando nel 1900 un primo romanzo Nuvole e sereno dove racconta i pensieri e le emozioni di una fanciulla nel tempo che intercorre tra la fine degli studi in collegio e il matrimonio. Collabora con lo pseudonimo di Mary White alla Rivista per signorine (1903), un mensile illustrato diretto da Sofia Bisi Albini. A partire dal 1912 pubblica altri racconti su Rassegna Contemporanea e Rassegna Nazionale con lo pseudonimo Irma d'Acambia. Dall'incontro nel 1913 con Adolfo, Laura e Angiolo Orvieto scaturisce un'amicizia duratura che la avvicina alla società colta del Vieusseux, cui si iscrive il 18 settembre 1909. Anche l'ingresso nel mondo intellettuale ebraico fiorentino è mediato dagli Orvieto e dai Rosselli che ne erano tra i massimi esponenti. 
Con lo pseudonimo Bianca Maria collabora al Il Marzocco dal 1916 al 1932 con numerosi articoli e recensioni. In questo contesto si colloca l'amicizia e la collaborazione con Amelia Rosselli con la quale intrattiene un lungo epistolario dal 1914 - 1954, conservato al Gabinetto Vieusseux. Nel 1921 assieme agli amici del Vieusseux, fonda la Società Amici del Libro con sede nel palazzo di famiglia di via Tornabuoni. All'interno un ampio spazio è dedicato alla sala di lettura della Società che, oltre a offrire opere in consultazione o in vendita, promuove l'attività letteraria di giovani scrittori e scrittrici attraverso concorsi letterari di opere in prosa e poesia, poi pubblicate da Felice Le Monnier. 
Nel 1932 apre la sede fiorentina dell'Unione Intellettuale Italiana  per favorire un'apertura culturale europea, in linea con la nuova generazione di intellettuali che ruota intorno alla rivista fiorentina Solaria. Entra in contatto, per questo scopo, con diversi intellettuali del tempo: Silvio Benco, Piero Rebora, Paul Valéry, Giovanni Papini, Ezra Pound, ma l'iniziativa si conclude nel 1935.

## La Grande Guerra e l'impegno sociale
Già nel 1915, quando lo scoppio della guerra sembra ormai ineludibile, si costituiscono a Firenze Comitati civici che promuovono aiuti ai soldati al fronte e sostegno alle famiglie rimaste senza forza lavoro. Per reperire i fondi necessari, nel 1916 Maria Bianca promuove la stampa di un Calendario del soldato corredato da dodici brevi testi di ispirazione patriottica scritti da Augusto Novelli, Renato Fucini, Ferdinando Martini, Giovanni Rosadi, Guido Mazzoni. I proventi permettono l'acquisto di indumenti di lana, di scaldarancio e di altri beni di prima necessità al fronte. L'iniziativa ha un grande successo, molte famiglie aristocratiche e borghesi lo comprano, tanto che un nuovo calendario verrà riproposto l'anno successivo. 
Un'altra iniziativa imprenditoriale di successo, intrapresa sempre nel 1916, è la produzione e la vendita della Carta da lettere del soldato, fogli abbelliti da silografie ispirate al Rinascimento italiano abbinate a motti patriottici attribuibili al Generale Diaz, Cadorna, Re Vittorio Emanuele, etc.. La "carta" viene acquistata in tutta Italia, prodotta in un primo tempo dalle cartiere di Fabriano e successivamente dalla Cartiera Magnani di Pescia, stampata presso la Tipografia Ariani di Firenze e venduta a Palazzo de Larderel. A conflitto concluso continua ad essere prodotta con il nome La carta della Vittoria; per questa iniziativa Maria Bianca ottiene riconoscimenti dai Ministri della Pubblica istruzione Francesco Ruffini e Agostino Berenini.

## Imprenditrice agricola
Nel 1916 acquista dal cognato Giacinto Viviani della Robbia la tenuta Le Barone a Panzano in Chianti, dove passa lunghi periodi di riflessione. Si occupa anche attivamente della gestione economica della fattoria, impegno che le consente di riscoprire le tradizioni rurali toscane e di inserirsi nel mondo agrario; si adopera per la promozione sociale dei contadini fino ad ottenere sostianzali cambiamenti nella conduzione mezzadrile dell'epoca. Collabora con i sindacati femminili fascisti, attività per cui riceve la Stella d'argento di Distinzione al merito rurale. Nel 1952 pubblica per Le Monnier il volume Fattoria in Chianti che, ristampato nel 1957 con l'appendice Venti anni dopo, verrà tradotto anche in inglese nel 1990.

## L'attività associativa
È attiva frequentatrice delle associazioni fiorentine che promuovono l'emancipazione culturale femminile, quali il Lyceum di Firenze dove ricopre la carica di Presidente della sezione Attività sociale. Nel 1949 partecipa alla fondazione del Club Soroptimist Firenze. La qualifica professionale indicata nella sua scheda di iscrizione è Proprietaria e direttrice di azienda agricola specializzata in viticultura e commercio vinicolo. Ricopre la carica di Vice Presidente.

## I viaggi
Grande viaggiatrice, si reca spesso nelle Capitali europee. Nel 1919 si reca nel Belgio e in un articolo su Il Marzocco ne descrive l'invasione da parte delle truppe tedesche. In una conferenza del 18 marzo 1920 racconta del viaggio a Bruxelles, Gand, Bruges, Lovanio, Ostenda, e anche delle trincee di Ypres e della foresta di Kemmel. Tra il 1929 e il 1930 compie un viaggio in Estremo Oriente e ne riferisce il 23 maggio 1930 in una conferenza dai titolo Circumnavigando l'Oriente; nel 1932 pubblica il volume Mari e terre del Levante dove descrive le impressioni di viaggio relative alle principali tappe: Asmara, India, Shanghai, India, il soggiorno giapponese ed il ritorno via Aden, Turchia, Egitto. Nel 1939 si reca in America, anche di questa esperienza riferisce nel 1940 in una conferenza dal titolo Una facile scoperta dell'America e un difficile ritorno, dove parla del sogno americano di efficienza e modernità. Il "difficile ritorno" allude al fatto che fu un ritorno molto travagliato dato che, sbarcata a Rotterdam, per arrivare in Italia deve attraversare tutta la Germania in guerra.

## Onorificenze
fu insignita dell'onorificenza di Distinzione al merito rurale

## Archivio personale
Il suo archivio è depositato all'Archivio contemporaneo Alessandro Bonsanti del Gabinetto Vieusseux. Una descrizione dettagliata del contenuto del fondo si trova nel volume di Laura Melosi, Profili di donne, dai fondi dell'Archivio contemporaneo G.P. Vieusseux, Roma 2001. Da pagina 57 a pagina 66 vi è una ampia ed esaustiva elencazione e descrizione di quanto donato nel 1977 dalla figlia Franca di Grazzano Visconti di Modrone e del Fondo de Larderel Viviani della Robbia aggiornata da ulteriori donazioni accettate nel 1981.

## Scritti
- Nuvole e sereno, Romanzo, 1900
- L'eco dei giorni, Romanzo dalla "Nuova Antologia"
- Fiori primaverili. Leggende per i bambini, Firenze, Bemporad, 1920.
- Le viole di Santa Fina, Novelle, Milano, Treves, 1920
- Fiori estivi. Leggende per i bambini, Firenze, Bemporad, 1922
- Fiori d'Autunno e d'Inverno. Leggende per i bambini, Firenze, Bemporad, 1924
- Ritratto di Monna Gilia, commedia in due atti, Firenze, Le Monnier, 1924/1925
- L'Eco dei giorni, Romanzo, apparve in Nuova Antologia , 1927 e in Casa Editrice Bestetti e Tumminelli, Milano-Roma s.d.
- Mari e terre di Levante, Firenze, Vallecchi,  1932
- L'amore alla terra, (Conferenza tenuta al Lyceum di Firenze), Firenze, G. Ramella, 1933
- Bianca Maria Viviani della Robbia, Fattoria nel Chianti, Firenze, Le Monnier, 1952., seconda edizione nel 1957 con l'Aggiunta di Venti anni dopo. Edizione in inglese tradotta da E. H. Morril, Firenze,  Libreria 44, 1990